# سيلفيا كريستل
سيلفيا ماريا كريستل (بالفرنسية: Sylvia Kristel)‏ (28 سبتمبر 1952 - 18 أكتوبر 2012) عارضة أزياء وممثلة هولندية وظهرت في أكثر من 50 فيلما. أكتسبت شهرة عالمية بتجسيدها شخصية «إيمانويل» في خمس من أفلام إيمانويل السبع.

## وفاتها
كانت كريستل مدخنة شره للسجائر منذ سن 11 تم تشخيص إصابتها بسرطان الحلق في عام 2001 وخضعت لثلاث دورات من العلاج الكيميائي والجراحة بعد المرض انتشر إلى رئتيها. وفي 12 يونيو 2012، أصيبت بسكتة دماغية ونقلت إلى المستشفى في حالة حرجة. وبعد أربعة أشهر، توفيت في نومها في سن الستين من سرطان المريء وسرطان الرئة، ودفنت في مكان ميلادها في أوترخت، هولندا.

## روابط خارجية
- سيلفيا كريستل على موقع IMDb (الإنجليزية)
- سيلفيا كريستل على موقع ميتاكريتيك (الإنجليزية)
- سيلفيا كريستل على موقع روتن توميتوز (الإنجليزية)
- سيلفيا كريستل على موقع ألو سيني (الفرنسية)
- سيلفيا كريستل على موقع ميوزك برينز (الإنجليزية)
- سيلفيا كريستل على موقع تيرنر كلاسيك موفيز (الإنجليزية)
- سيلفيا كريستل على موقع أول موفي (الإنجليزية)
- سيلفيا كريستل على موقع قاعدة بيانات الأفلام السويدية (السويدية)
- سيلفيا كريستل على موقع إن إن دي بي (الإنجليزية)
- سيلفيا كريستل على موقع أول ميوزيك (الإنجليزية)
- سيلفيا كريستل على موقع فايند أغريف